# 超炫美式機車
《超炫美式機車》（英語：American Chopper），是美國真人實境秀節目，由Pilgrim Films & Television拍攝，在TLC頻道與探索頻道播出。節目以保羅·陶托與他的兒子們波利·陶托、麥基·陶托為主角，講述他們在橘郡工坊中製作機車的過程和各種狀況。
原本節目自2003年3月在探索頻道播出，後來從2007年12月起改由探索頻道旗下的TLC頻道播放。現在它以新系列——超炫美式機車：父子大戰繼續播映。

## 拍攝地點
節目主要在保羅·陶托開設的橘郡工坊拍攝。

## 主要人物
- 保羅·陶托：橘郡機車工坊的創辦人兼老闆，波利與麥基的父親。
- 波利·陶托：保羅的長子，前橘郡機車工坊業務主管，波利設計公司創辦人兼老闆。
- 麥基·陶托：保羅的次子，前橘郡機車工坊員工，曾罹患憂鬱症。現已離開節目組，獨自在外工作。

## 網絡迷因
第六季第一集里保羅·陶托父子之间争论的画面成為網絡迷因。

## 外部連結
- 超炫美式機車官方網站 （页面存档备份，存于）